# Zone Rurale Nord-Ouest de Vitoria-Gasteiz
La Zone Rurale Nord-Ouest de Vitoria-Gasteiz en Alava (communauté autonome du Pays basque, Espagne) est la dénomination sous laquelle on groupe les concejos ruraux de la commune de Vitoria-Gasteiz. Elle se trouve au Nord-Ouest du centre de Vitoria-Gasteiz.
La population de ce secteur comptait 1 490 habitants en 2005 et s'étend approximativement sur 102 km2.

## Concejos et autres hameaux
La zone comporte les vingt-trois concejos et deux hameaux rattachés suivants :
- Amarita - 36 habitants.
- Antezana - 78 habitants.
- Arangiz-Aránguiz - 112 habitants.
- Astegieta - 271 habitants.
- Krispiñana-Crispijana - 17 habitants.
- Estarrona - 59 habitants.
- Foronda - 37 habitants.
- Gamarra Mayor-Gamarra Nagusia - 256 habitants.
- Gamarra Menor-Gamarra Gutxia - 20 habitants.
- Gobeo - 41 habitants.
- Gereña - 22 habitants.
- Oto Barren-Hueto Abajo - 44 habitants.
- Hueto Arriba-Oto Goien - 57 habitants.
- Legarda - 28 habitants.
- Lopidana - 24 habitants.
- Martioda - 12 habitants.
- Mendiguren - 59 habitants.
- Mendoza - 105 habitants.
- Miñano Mayor-Miñano Goien - 32 habitants.
- Miñano Menor-Miñao Gutxia - 20 habitants.
- Erretana - 42 habitants.
- Uribarri Dibiña-Ullibarri Viña - 38 habitants.
- Ihurre-Yurre - 56 habitants

À ceux-ci s'ajoutent deux hameaux qui ne sont pas des concejos :
- Artaza Foronda - 6 habitants.
- Mandojana - 18 habitants

## Histoire
Certains de ces villages appartiennent depuis des temps anciens à la juridiction de Vitoria-Gasteiz, puisqu'ils ont été cédés par le roi Alphonse XI à Vitoria vers le milieu du XIVe siècle. C'est le cas d'Amarita, Crispijana, Gamarra Nagusia, Gamarra Gutxia, Gobeo, Miñano Goien, Miñao Gutxia et Erretana.
Le reste de villages de la zone ont eu un devenir indépendant jusqu'à ce qu'ils aient été absorbés par la commune de Vitoria-Gasteiz dans la seconde moitié du XXe siècle. Avant leur absorption ils ont formé par les communes de Mendoza (formé par Mendoza et Estarrona), les Huetos (formé par Hueto Bas, Hueto Haut et Martioda) et 'Foronda (formé par Astegieta, Foronda, Antezana de Foronda, Artaza de Foronda, Aranguiz, Mandojana, Mendiguren, Gereña, Lopidana, Lermanda, Ullivarri-Viña et Yurre).
Dans cette zone on trouve l'Aéroport de Foronda, le casernement de l'armée d'Araca et le Parc Technologique d'Alava.

### Sources
- (es) Cet article est partiellement ou en totalité issu de l’article de Wikipédia en espagnol intitulé « Zona Rural Noroeste de Vitoria » (voir la liste des auteurs).